# (37764) 1997 GT3
1997 جي تي 3 (ويعرف أيضًا باسم (37764) 1997 جي تي 3 وفق تسمية الكوكب الصغير) (بالإنجليزية: 1997 GT3)‏ هو كويكب ضمن حزام الكويكبات؛ وترتيبه 37764 من حيث الاكتشاف.
اكتُشف هذا الجُرم الفلكي بواسطة Kin Endate ‏ في 2 أبريل 1997.

## وصلات خارجية
- (37764) 1997 GT3 في قاعدة بيانات مختبر الدفع النفاث لأجرام النظام الشمسي الصغيرة

- الاكتشاف · مخطط المدار ·  العناصر المدارية · المعلمات المادية

- (37764) 1997 GT3 على موقع ويكي سكاي: DSS2, SDSS, GALEX, IRAS, Hydrogen α, X-Ray, Astrophoto, Sky Map, Articles and images